# Adolf von Trotha
Adolf von Trotha (1 de marzo de 1868 - 11 de octubre de 1940) fue un almirante alemán en la Kaiserliche Marine. Después de la revolución alemana sirvió brevemente como el primer Jefe del Almirantazgo (Chef der Admiralität), que reemplazó el Reichsmarineamt imperial. Después de apoyar al putsch de Kapp-Lüttwitz en marzo de 1920 renunció al puesto.

## Familia
Trotha nació el 1 de marzo de 1868 en Coblenza, en ese momento parte de la provincia del Rin del reino de Prusia. Trotha era el tercer hijo varón de Karl von Trotha (1834-1870), quien murió en la guerra franco-prusiana cuando su hijo solo tenía dos años de edad.
Trotha se casó con Anna von Veltheim (15 de enero de 1877 - 8 de agosto de 1964) el 4 de junio de 1902, la hija de Fritz von Veltheim y Elizabeth von Krosigk.

## Carrera militar
Trotha ingresó en la Marina Imperial en 1886 como oficial candidato y fue promovido a Leutnant zur See en 1891. Sirvió como comandante del torpedero D3 y como oficial de navegación del pequeño crucero SMS Seeadler.
En 1900 era oficial de estado mayor en Tientsin. Entre 1914 y 1918, Trotha sirvió en la I Guerra Mundial. En 1916 se convirtió en Jefe de Estado Mayor de la Flota de Alta Mar.
Como Jefe del Almirantazgo (Chef der Admiralität) desde marzo de 1919 Trotha fue miembro de oficio (sin derecho a voto) de los dos primeros gabinetes de la República de Weimar, el gabinete de Scheidemann y el gabinete de Bauer, desde marzo de 1919 hasta marzo de 1920.
En marzo de 1920, dio apoyo al fallido putsch de Kapp y renunció al puesto.
Trotha fue el jefe del Grossdeutscher Jugendbund y del Sudetendeutscher Heimatbund. En 1934 se convirtió en presidente de la Deutscher Flottenverein.
Tras su muerte el 11 de octubre de 1940 se celebró un funeral de estado en Berlín.

## Honores
Reino de Prusia:
- - Pour le Mérite (militar)
  - Caballero del Águila Roja, 4.ª Clse con Espadas y Corona; 3.ª Clase con Espadas en Anillo; 2.ª Clase con Doble Banda Negra y Triple Blanca
  - Caballero de la Real Orden de la Corona, 2.ª Clase
  - Cruz de Caballero de la Real Orden de Hohenzollern, con Espadas
  - Cruz al Servicio
  - Cruz de Hierro (1914), 1.ª Clase
- Reino de Baviera: Oficial de la Orden al Mérito Militar[5]
- Gran Ducado de Mecklemburgo-Schwerin: Caballero del Grifón[5]
- Reino de Sajonia: Comandante de la Orden de Alberto, 2.ª Clase[5]
- Reino de Wurtemberg: Comandante de la Orden de Federico, 2.ª Clase[5]